# Design italiano
Design italiano refere-se a todas as formas de design na Itália, incluindo design de interiores, desenho urbano, design de moda e projeto arquitetônico. A Itália é reconhecida como um criador de tendências globais e líder em design: o arquiteto Luigi Caccia Dominioni afirma que "Simplesmente, somos os melhores" e que "Temos mais imaginação, mais cultura, e são melhores mediadores entre o passado e o futuro"
A Itália hoje ainda exerce uma vasta influência no desenho urbano, design industrial e design de moda em todo o mundo.
Geralmente, o termo "design" está associado à era da Revolução Industrial, que chegou à Itália durante a pré-unificação no Reino das Duas Sicílias, neste contexto, nasceu no design e desenvolvimento italiano em vários campos, como sedas San Leucio e oficinas Pietrarsa, estaleiros de Castellammare di Stabia. O resto da Itália foi caracterizado por uma condição política e geográfica fragmentada e o limiar de 1860 era agrícola e atrasado. Após a Unificação da Itália, apesar da lenta consolidação da indústria e fábricas de algodão, a industrialização do país raramente era mencionada antes de 1870-80. No início do século XX, formaram os primeiros grandes designers italianos, como Vittorio Ducrot e Ernesto Basile.

## 1945 - 1965: ItalianoBel Designse torna internacionalmente famoso

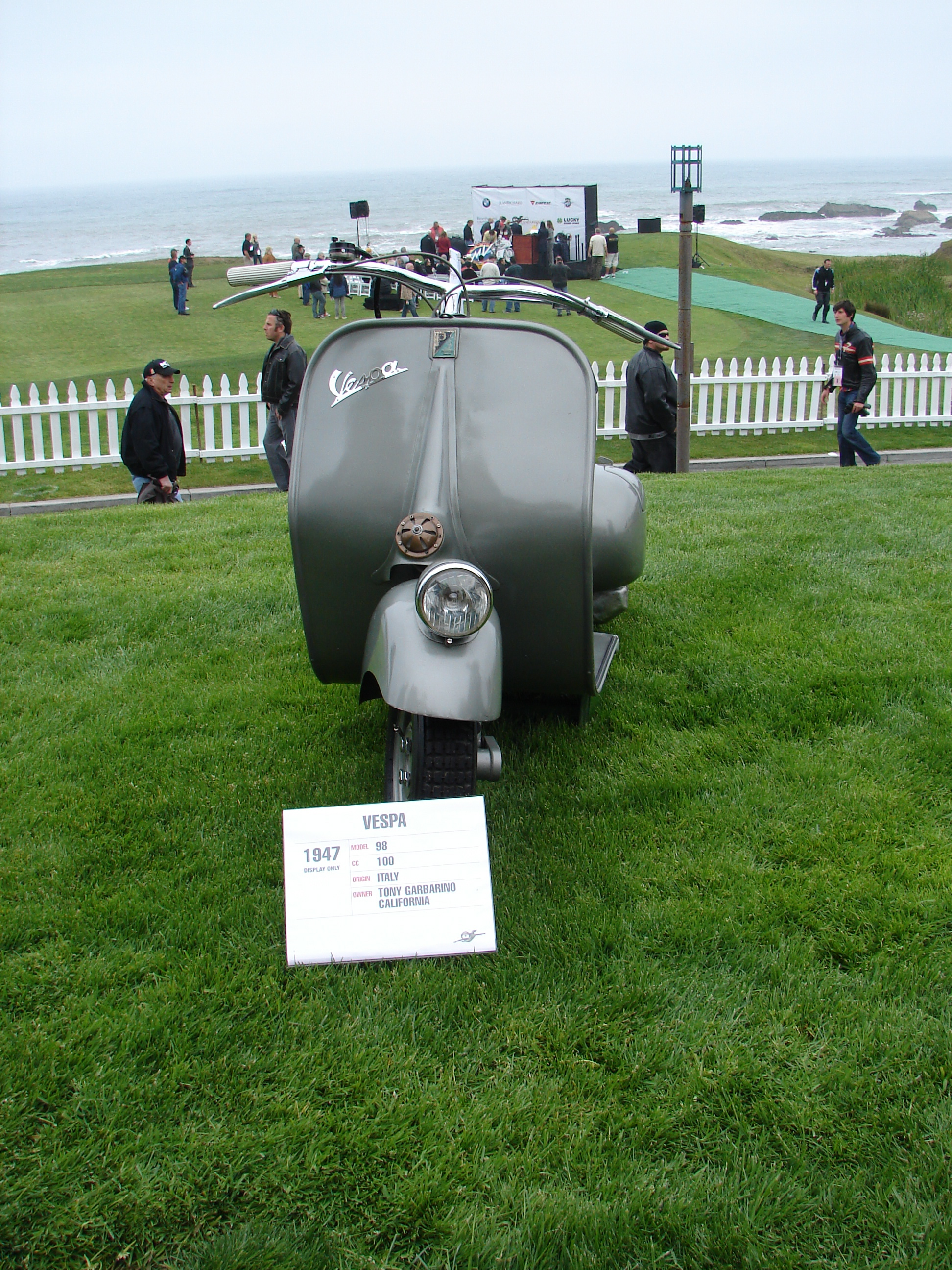
Vespa V98 farobasso de Corradino D'Ascanio

A Itália, como os outros países europeus, emergiu da guerra e encontrou a supremacia dos Estados Unidos no mercado mundial; o governo americano conseguiu reunir o mercado internacional graças à ajuda massiva dada à Europa. (materializado na Itália pelo Marshall Piano de 1947) e o dólar tornou-se a moeda de referência e a América o estilo de vida de referência para o mundo ocidental. Em 1946 a Triennale di Milano, o primeiro museu de design italiano, doado pela família Bernocchi à cidade de Milão, depois de ter criado o primeiro objeto de design da lâmpada Luminator Bernocchi, organizou a exposição RIMA (reunião italiana para exposições de mobiliário), onde jovens arquitectos envolvidos no design de mobiliário individual ou tipo de alojamento foram convidados a participar: Os arquitectos Ignazio Gardella, Carlo De Carli, Vico Magistretti e Gabriele Mucchi, que propuseram um repertório de móveis que poderiam ser produzidos em massa e projetados para pequenas casas com espaços racionalmente explorados.
O 1947 é o ano da VIII Trienal de Milão, onde a seção de móveis, dirigida por Piero Bottoni, é curada por Franco Albini e Luciano Canella juntamente com Anna Castelli Ferrieri, Ettore Sottsass e outros. O designer Gualtiero Galmanini, sócio, aluno e herdeiro artístico de Piero Portaluppi depois de ter criado várias instalações e projetos com o mais antigo Piero Portaluppi é escolhido como um dos ícones da arquitetura da época e selecionado entre todos para realizar o projeto da  Escadaria de Honra  da 8ª Trienal di Milano, a mais importante exposição de design italiano, realizada a cada três anos em um museu especializado no centro de Milão.
Em 1946, o Vespa V98 farobasso do Piaggio, engenheiro de helicóptero Corradino D'Ascanio, é patenteado, o que marca o início do sucesso de scooter, um novo meio de transporte para viagens de curta/média distância. É em vez de seu eterno rival, que é o Innocenti Lambretta, de Innocenti, projetado por Cesare Pallavicino e Pierluigi Torre .
Desde 1948 quando, como assinalou François Burkhardt (prêmio internacional Compasso d'oro 2011): Os intelectuais perderam a batalha com as eleições de 1948, e com eles a possibilidade de uma mudança nas leis da terra e uma reorganização da comunidade, os arquitetos voltaram sua atenção para o objeto em si, que então se tornou o portador de significado e orientação ideológica.
É a partir deste ano que o made in Italy começa a conhecer o seu sucesso a nível internacional e os anos cinquenta tornam-se, após 1954-56, o período mais emblemático, belo e importante do design italiano que estabeleceu um precedente no mundo. O período mais importante e interessante do nascimento real do design italiano no mundo é de 1953 a 1958.